# 諾西夫基
49°47′57″N 27°57′31″E / 49.79917°N 27.95861°E
諾西夫基（烏克蘭語：Носівки）是位於烏克蘭北部日托米爾州裏別爾季切夫區的村莊，始建於1601年，面積2.93平方公里，海拔高度281米，2001年人口751，人口密度每平方公里256.49人。